# 李滉
李 滉（り こう / イ ファン、1501年 - 1570年）は、朝鮮時代の儒学者。本貫は眞城李氏 (ジンソンイシ)。安東生まれ。父は李植、母は春川朴氏。
字は景浩（けいこう、キョンホ）。
号は退渓（たいけい、テゲ）という。
退渓 李滉 ( テゲ・イファン )先生と呼ばれている。
李滉の母である春川朴氏夫人の故郷の町の地名、退渓洞( テゲドン ) から由来した。
栗谷 李珥と並んで、朝鮮朱子学における二大儒と称される。

## 生涯
慶尚道安東（現在の大韓民国慶尚北道安東市）出身。李滉の本貫は「眞城李氏(ジンソンイシ)」であり、父は李植(イシク)、母は「春川朴氏」貞敬夫人である。
11歳で論語を学びはじめ、20歳頃に儒学の学問に没頭して病弱な身体で有名な学者になった。33歳で科挙に合格した後に、1542年に暗行御史として忠清道を巡察するなど中央や地方の官僚として活躍した。両班として文科及第ののち成均館の司成となるが、1545年の乙巳士禍で失脚した。洛東江のほとりの兎渓に養真庵を結んで隠遁し、兎渓（トゲ）の地名から「退渓」（テゲ）と号して学問に専心した。その後、たび重なる出仕の命に応じて1548年に丹陽郡守となり、豊基郡守時代に朝鮮半島初の賜額書院、紹修書院などを実現して書院文化を築いた。成均館大司成などを歴任した。豊基郡（現在の慶尚北道栄州市）守時代には紹修書院を開いた。
1560年には郷里に隠棲し、「陶山書院」を開き、儒教の研究と後進の育成に力を注いだ。「陶山書院」は王から扁額を賜った賜額書院として朝鮮の儒教の興隆のさきがけとなる。

## 思想
李退渓の思想は明で盛んになった陽明学を退け、あくまで朱子学を尊重することで、朱子学の提要である「格物致知」の概念や「理気二元論」に基づいて、精緻で稠密な議論を展開する主理説に特色がある。
「東方の小朱子」と呼ばれ、同時代の李珥とともに朝鮮儒学の代表者とされている。その学説を継ぐ者たちは嶺南学派と呼ばれるが後に、李珥の系統を引く畿湖学派と鋭く対立した。
彼の学問は徹底した内省を出発点としており、この立場から朱熹の学説を整理した。四端七情と理気との関係をめぐる奇大升との長年にわたる朝鮮儒学史上著名な論争でも、論理的整合性を重視する奇大升に対して、人間のあるべき道徳的な姿を求めて、理気の互発説（四端は理の発、七情は気の発）を主張して、さらに理自体の動静（運動性）を明言した。
45歳頃になって『朱子大全』を入手すると、朱子大全の文章に没頭して、収録された朱熹の文章を抜粋して『朱子書節用』を編纂した。理想的な人格者、大儒学者として歴代の李氏朝鮮の国王や儒学者から尊敬を受けた。彼の学問は林羅山・山崎闇斎・大塚退野などの日本の朱子学者に大きな影響を与えて、彼の『聖学十図』・『自省録』・『易学啓蒙伝疑』などの著作の大部分が徳川幕府下の江戸時代の日本で復刻されている。

## メモ

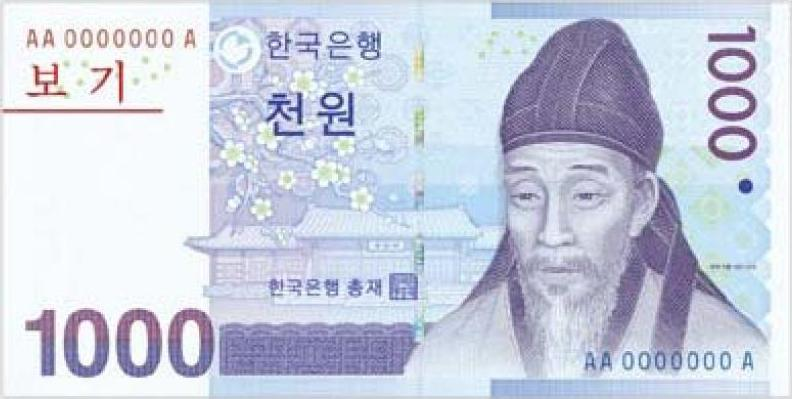
1000ウォン紙幣

- ソウル中心部にある道路「退渓路」は彼に因んで名づけられている。
- 大韓民国の1000ウォン紙幣（朝鮮語版）の肖像画となっている。
- 退渓は梅を愛した人物で、その遺言も「あの梅に水をやってくれ」だった。

## 主な日本語訳
- 『自省録』 難波征男 校注、平凡社東洋文庫、2015年